# Nobuyuki Kato
Nobuyuki Kato (加藤 信幸, Kato Nobuyuki, né le 2 janvier 1920) est un footballeur japonais.